# Нове Румункі
Нове Румункі (пол. Nowe Rumunki) — село в Польщі, у гміні Лонцьк Плоцького повіту Мазовецького воєводства.
Населення — 179 осіб (2011).
У 1975-1998 роках село належало до Плоцького воєводства.

## Демографія
Демографічна структура станом на 31 березня 2011 року:
|          | Загалом | Допрацездатний вік | Працездатний вік | Постпрацездатний вік |
| -------- | ------- | ------------------ | ---------------- | -------------------- |
| Чоловіки | 82      | 15                 | 55               | 12                   |
| Жінки    | 97      | 21                 | 51               | 25                   |
| Разом    | 179     | 36                 | 106              | 37                   |